# Magtdemonstration
 Denne artikel bør gennemlæses af en person med fagkendskab for at sikre den faglige korrekthed.

En magtdemonstration er det at en person, nation, organisation eller lignende demonstrerer sin magt og styrke indenfor et område. En magtdemonstration kan være politisk, religiøs, mm.
Hvis det i et givet miljø ikke er klart, hvem der er den stærkeste, kan gensidige magtdemonstrationer eskalere, som det f.eks. skete i rumkapløbet og i våbenkapløbet under den kolde krig.
Magtdemonstrationer kendes også fra dyrenes verden, hvor de ofte tjener det formål at afgøre  styrkeforholdet, uden at det kommer til kamp. Eksempler kan findes hos hjorte, påfugle og hundestejler.
| Militær | Spire Denne artikel om militær er en spire som bør udbygges. Du er velkommen til at hjælpe Wikipedia ved at udvide den. |